# Mezon fí
Mezon fí (φ0) je vektorový mezon (tj. s jednotkovým spinem a zápornou paritou, JP = 1−) složený z kvarku s a antikvarku s. Jeho hmotnost je 1019,445 ± 0,020 MeV/c2.